# 다도면
다도면(茶道面)은 대한민국 전라남도 나주시의 면이다.

## 개요
다도면은 나주시청에서 동남쪽으로 24km떨어진 지점에 위치하고 있으며, 동남쪽은 화순군 도암면과 경계를 이루고 있다. 북쪽은 산포면과 남평읍, 서쪽은 봉황면에 접하고 있다.

## 행정 구역
- 궁원리
- 덕동리
- 덕림리
- 도동리
- 마산리
- 방산리
- 송학리
- 신동리
- 암정리
- 판촌리
- 풍산리